# Маркі (Лодзинське воєводство)
Маркі (пол. Marki) — село в Польщі, у гміні Дружбиці Белхатовського повіту Лодзинського воєводства.
У 1975-1998 роках село належало до Пйотрковського воєводства.